# Euglossa cognata
Euglossa cognata är en biart som beskrevs av Jesus Santiago Moure 1970. Euglossa cognata ingår i släktet Euglossa, tribus orkidébin, och familjen långtungebin. Inga underarter finns listade.

## Beskrivning
Hanen har en kroppslängd på omkring 13 mm, med övervägande blåviolett huvud, dock med nedre delen av ansiktet grönaktig samt med tydliga, elfenbensvita markeringar. De fyra främre tergiterna (ovansidans bakkroppssegment) är purpurfärgade, medan de tre sista tergiterna är brunröda. Honan är någon millimeter kortare, med blått till blågrönt huvud och gulgrön munsköld som skiftar i rött. Mellankroppen är blå med två kraftiga, blågröna tvärstrimmor, medan bakkroppen har de två första tergiterna purpurfärgade, och de resterande fyra purpurröda framtill övergående till allt mer rent rött baktill.

## Ekologi
Likt alla orkidébin är arten en viktig orkidépollinatör. Orkidébinas levnadssätt med den höga och snabba flykten gör emellertid att de är svårstuderade, och litet är därför känt om dem.
Euglossa cognata lever gärna i låglänta kustskogar, men kan även uppträda längs floder i inlandet.

## Utbredning
Arten förekommer i Mellan- och Sydamerika från Trinidad och Tobago i Västindien över Honduras, Panama, Ecuador till Brasilien (delstaterna Amazonas, Bahia, Espírito Santo, Minas Gerais, Pará och Rio de Janeiro).